# Léon Barsacq
Léon Barsacq (Feodosia, 18 ottobre 1906 – Parigi, 23 dicembre 1969) è stato uno scenografo francese.

## Biografia
Nato in Crimea da padre francese e madre russa, negli anni venti si trasferì a Parigi per motivi di studio. Era fratello del regista teatrale André e padre dell'attore Yves.

## Filmografia
- Trois... six... neuf, regia di Raymond Rouleau (1937)
- Yoshiwara, il quartiere delle geishe (Yoshiwara), regia di Max Ophüls (1937)
- L'amore e il diavolo (Les Visiteurs du soir), regia di Marcel Carné (1942)
- Amanti perduti (Les Enfants du paradis), regia di Marcel Carné (1945)
- Ribellione (Boule de suif), regia di Christian-Jaque (1945)
- Il silenzio è d'oro (Le Silence est d'or), regia di René Clair (1947)
- La bellezza del diavolo (La Beauté du diable), regia di René Clair (1950)
- Le belle della notte (Les Belles de nuit), regia di René Clair (1952)
- Grandi manovre (Les Grandes Manœuvres), regia di René Clair (1955)
- Il giorno più lungo (The Longest Day), registi vari (1962)
- Sinfonia per un massacro (Symphonie pour un massacre), regia di Jacques Deray (1963)
- La vendetta della signora (The Visit), regia di Bernhard Wicki (1964)
- Tre camere a Manhattan (Trois chambres à Manhattan), regia di Marcel Carné (1965)
- L'angelica avventuriera - Sole nero (Soleil noir), regia di Denys de La Patellière (1966)

## Riconoscimenti e premi

### Premio Oscar
- 1963 - candidato alla miglior scenografia bianco e nero per Il giorno più lungo

### Nastro d'argento
- 1950 - migliore scenografia per La bellezza del diavolo